# Automobiles Induco
Automobiles Induco war ein französischer Hersteller von Automobilen.

## Unternehmensgeschichte
Das Unternehmen Automobiles Induco hatten seinen Hauptsitz in der Rue d’Anjou 78 in Paris und eine Fabrikanlage in Puteaux. 1922 begann unter der Leitung von M. Van der Heyden die Produktion von Automobilen. Es bestand eine Zusammenarbeit mit der Société A. Marguerite aus Courbevoie. Das Unternehmen stellte insgesamt rund 20 Fahrzeuge her. 1928 endete die Produktion.

## Modelle

### Modell auf dem Fahrgestell des Marguerite Typ BO 5
Automobiles Induco stellte dieses Modell auf dem Pariser Automobilsalon im Oktober 1926 unter dem Namen 7 CV und im Oktober 1927 unter dem Namen 7 CV Type EH aus.

#### Fahrgestell
Automobiles Induco verwendete für dieses Modell das Fahrgestell des Marguerite Typ BO 5. Dabei handelte es sich um ein konventionelles Fahrgestell mit Frontmotor und Hinterradantrieb. Die Länge des Fahrgestells betrug 2,75 Meter. Die Fahrzeuge verfügten über Vierradbremsen.

#### Motor
Automobiles Induco montierte einen Vierzylinder-Einbaumotor von Chapuis-Dornier mit 1095 cm³ Hubraum (Bohrung 59 mm, Hub 100 mm) und OHV-Ventilsteuerung, ebenso wie Marguerite im Modell Typ BO 5. Die Motorleistung betrug 11 PS.

#### Karosserie und Innenausstattung
Automobiles Induco stellte aus den zugekauften Fahrgestellen und Motoren sowie eigenen Innenausstattungen und eigenen Karosserien komplette Fahrzeuge her. Die Innenausstattung wurde in einigen Fällen nach Wahl der Kunden angefertigt. Zur Wahl standen offene Tourenwagen bzw. Torpedo und geschlossene Limousinen, die nach Weymann-Art entstanden. Der Kunde hatte die Wahl zwischen verschiedenen Lackierungen der Karosserie.

#### Verbrauchsangaben
Der Kraftstoffverbrauch betrug laut Angaben des Importeurs in die Niederlande 7 Liter auf 100 km, während der Ölverbrauch minimal war.

#### Verkaufspreis
Die Preise betrugen im Oktober 1926 für das Torpedo 28.000 Franc und für die Limousine 33.500 Franc. Im Oktober 1927 betrug der Preis ab 24.500 Franc. In den Niederlanden wurde das Fahrzeug in den Jahren 1926 und 1927 komplett zu einem Verkaufspreis ab 2550 Niederländischen Gulden angeboten.

### Modell auf dem Fahrgestell des Marguerite Typ BO 7
Automobiles Induco stellte dieses Modell auf dem Pariser Automobilsalon im Oktober 1927 unter der Bezeichnung 9 CV Type EM aus. Das Modell basierte auf dem Fahrgestell des Marguerite Typ BO 7. Dabei handelte es sich ebenfalls um ein konventionelles Fahrgestell mit Frontmotor und Hinterradantrieb. Der größere Vierzylindermotor von Chapuis-Dornier mit 1494 cm³ Hubraum (Bohrung 68 mm, Hub 103 mm) und OHV-Ventilsteuerung kam zum Einsatz, analog zum Marguerite-Modell Typ BO 7. Der Verkaufspreis betrug im Oktober 1927 maximal 36.000 Franc.

### Modell mit Ruby-Motor
Außerdem entstand ein Modell, dass mit einem Einbaumotor von Ruby ausgestattet war.

### Marguerite Typ B
Möglicherweise wurde zusätzlich zu den eigenen Fahrzeugen der Marguerite Typ B mit 961 cm³ Hubraum und SV-Ventilsteuerung komplett von Marguerite übernommen, mit dem eigenen Markenzeichen versehen und unter eigenem Namen verkauft.

## Vertriebsorganisation
Die Fahrzeuge wurden unter dem Markennamen Induco vermarktet. Der Importeur Atax, Ph. Schipper aus Arnhem importierte die Fahrzeuge von 1926 bis 1927 in die Niederlande.

## Teilnahme an Automobilausstellungen

### 1922 bis 1925
An den Automobilausstellungen Mondial de l’Automobile in Paris der Jahre 1922, 1923, 1924 und 1925 nahm Automobiles Induco nicht teil.

### 1926
An der Mondial de l’Automobile 1926, die vom 7. bis zum 17. Oktober 1926 in Paris stattfand, nahm Automobile Induco teil. Das Unternehmen erhielt in letzter Minute den Stand Nr. 81 zugeteilt, der für Gobron reserviert war. Der Stand befand sich zwischen den Ständen von Farman und Sénéchal. Automobiles Induco stellte drei Fahrzeuge aus: ein Fahrgestell, ein Torpedo und eine Limousine.

### 1927
An der Mondial de l’Automobile 1927, die vom 6. bis zum 16. Oktober 1927 in Paris stattfand, nahm Automobiles Induco teil. Der Stand war neben dem Stand von Automobiles Sigma. Automobiles Induco stellte zwei Fahrzeuge aus: den 7 CV Type EH und den 9 CV Type EM.

### 1928
An der Mondial de l’Automobile 1928, die vom 4. bis zum 14. Oktober 1928 in Paris stattfand, nahm Automobiles Induco nicht teil.